# Capitán de fragata

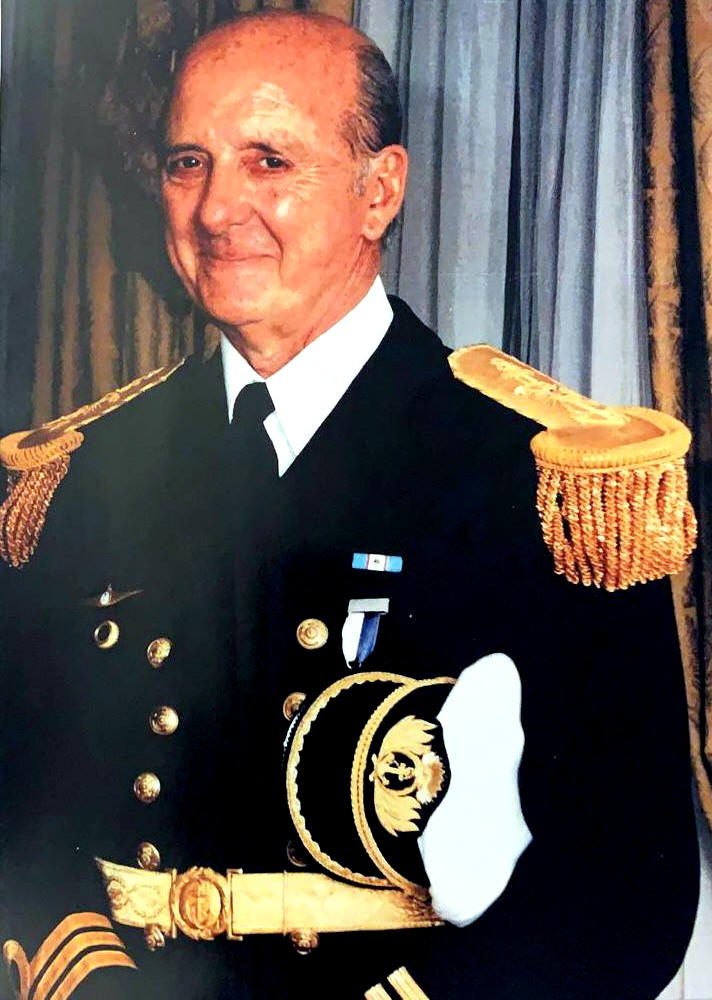
Adolfo A. Gaffoglio con el uniforme de gala de capitán de fragata de la Armada Argentina.

Galones de capitán de fragata de la Armada Española.

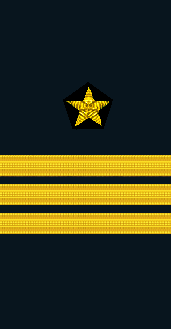
Galones utilizados en Chile.

Capitán de fragata es un empleo militar de la Armada equivalente a teniente coronel en otros ejércitos. En STANAG de la OTAN es OF-4.
- En España, Argentina, Perú y Uruguay lleva tres galones de 14 mm, el primero de ellos con coca.
- En la Armada de Chile, el capitán de corbeta con al menos cinco años en el grado asciende a capitán de fragata y permanece en el grado un tiempo mínimo de cinco años. En este grado, el oficial puede seguir el Curso Regular de Estado Mayor o un curso de educación de postítulo y postgrado, con duración de un año. El resto del tiempo debe desempeñarse a bordo o tierra como oficial jefe, incluyendo mando a flote a quienes son seleccionados.[1] Lleva en la bocamanga, tres galones de 16 mm y sobre ellos una estrella dorada.
- En la Marina de Guerra del Perú lleva tres galones de 14 mm y sobre ellos un sol dorado.

En las armadas de España, Argentina, Chile, México, Paraguay, Uruguay y Perú es un empleo mayor que capitán de corbeta, e inferior a capitán de navío.